# اگنیزکو
اگنیزکو (به لاتین: Agnieszków) یک منطقهٔ مسکونی در لهستان است که در Gmina Koźminek واقع شده‌است.